# Juan de Timoneda
Juan de Timoneda (Valencia, 1518-1520 – Valencia, 1583) è stato uno scrittore spagnolo.
Si hanno di lui scarsi dati biografici. Raccolse proverbi e racconti popolari di vari scrittori che seppe trascrivere e adottare con ingegno e con stile gradevole: El sobremesa y alivio de caminantes (Il dopopasto e conforto dei viandanti, del 1563) e, più celebre, El patrañuelo (Il frottolino, del 1567), con novelle di Boccaccio, Bandello e altri autori italiani.
Pubblicò anche una raccolta di romances in Rosa de romances, del 1573. Amico di Lope de Rueda, ne fu l'editore a sue spese; scrisse alcune opere teatrali, adattate e talora in parte tradotte da altri autori; alcune di esse sono ricreate con una libertà di azione drammatica e luoghi scenici che le rendono vivaci e popolari.